# Khi d'Andròmeda
Khi d'Andròmeda (χ Andromedae) és una estrella de la constel·lació d'Andròmeda. És coneguda també amb el nom tradicional de Keun Nan Mun, que comparteix amb φ Andromedae. Aquest nom deriva de la frase en mandarí 軍南門 jūnnánmén, que significa "la porta sud del camp".
Khi d'Andròmeda és una gegant groga del tipus G de la magnitud aparent +5,01. Està aproximadament a 242 anys llum de la Terra.